# Ramon Motta
Ramon de Moraes Motta (Cachoeiro de Itapemirim, Brasil, 6 de mayo de 1988) es un futbolista brasileño que juega como defensa en el Antalyaspor en la Superliga de Turquía.

## Carrera
Debuta con el Internacional de Porto Alegre el 12 de julio de 2006, contra el Ponte Preta en una victoria por 2-0. En la temporada 2006 hace un total de 10 apariciones. El 6 de julio de 2011 firmó un contrato de cuatro años con el Corinthians.
Él es llamado el 'Guerreiro' (guerrero) en Brasil debido a su modo de juego leal y agresivo.

## Clubes
| Club                   | País    | Temporada   |
| ---------------------- | ------- | ----------- |
| Internacional          | Brasil  | 2007 - 2010 |
| Vasco da Gama (cedido) | Brasil  | 2009        |
| Vasco da Gama          | Brasil  | 2010 - 2011 |
| Corinthians            | Brasil  | 2011 - 2014 |
| Flamengo (cedido)      | Brasil  | 2012 - 2013 |
| Besiktas (cedido)      | Turquía | 2013 - 2014 |
| Besiktas               | Turquía | 2014 - Act. |

## Palmarés
Vasco da Gama
- Campeonato Brasileño de Serie B: 2009
- Copa de Brasil: 2011

Corinthians
- Campeonato Brasileño de Serie A: 2011
- Copa Libertadores: 2012